# Neivamyrmex fuscipennis
Neivamyrmex fuscipennis é uma espécie de formiga de correição do gênero Neivamyrmex. Esta espécie foi descrita cientificamente por Smith em 1942.